# Барнетт, Брайан
Брайан Барнетт (англ. Bryan Barnett; род. 10 февраля 1987, Эдмонтон, Альберта, Канада) — канадский спринтер, специализировавшийся на беге на 200 метров. В 2013 году перешёл в бобслей и представлял Канаду на Олимпийских играх в Сочи. Один из спортсменов, принимавших участие и в летних, и в зимних Олимпийских играх

## Лёгкая атлетика
На чемпионате мира среди юниоров 2006 года в беге на 200 м занял второе место, а также участвовал 2007, 2009 и в 2011 годах[в чём?]. На Олимпийских играх 2008 не финишировал в первом раунде соревнований. На Панамериканских играх 2007 в Рио-де-Жанейро выиграл серебряную медаль на эстафете 4×100 метров.
Брайан в настоящее время[когда?] тренируется в Эдмонтоне под руководством тренера Квина Секулича.

### Личные рекорды
| Расстояние | Время   | Место      | Дата            |
| ---------- | ------- | ---------- | --------------- |
| 50 метров  | 5.83 с  | Саскачеван | 8 февраля 2008  |
| 55 метров  | 6.23 с  | Флагстафф  | 19 февраля 2010 |
| 60 метров  | 6.66 с  | Саскачеван | 8 июля 2009     |
| 100 метров | 10.22 с | Падуя      | 30 августа 2009 |
| 200 метров | 20.31 с | Осака      | 28 августа 2007 |
| 400 метров | 46.17 с | Эдмонтон   | 8 июля 2006     |

## Бобслей
Барнетт перешёл в бобслей в 2013 году. На Олимпиаде в Сочи в паре с Джастином Криппсом занял 6-е место, а в четвёрке с Кристофером Спрингом, Джеймсом Макнотоном и Тимоти Рэндаллом занял 13-е место.